# 東布里斯托爾 (英國國會選區)
東布里斯托爾（英語：Bristol East），英國國會一自治市選區，位於英格蘭布里斯托爾的東部地區。設於1885年，1950年被撤銷，1983年恢復。
本區議席1992年起由工黨控制。2010年大選中工黨的凱里·麥卡錫以36.6%選票勝出該區連任，成為西南英格蘭當年四個工黨國會議員之一。